# Leta Hong Fincher
Leta Hong Fincher és una periodista, feminista i escriptora estatunidenca.

## Biografia
Fincher va néixer al Hong Kong britànic, de mare sinoestatunidenca amb arrels a Xiamen, i de pare europeu-estatunidenc. Va créixer a Canberra després que els seus pares obtinguessin llocs de treball a la Universitat Nacional d'Austràlia. La seva mare, lingüista, i el seu pare, historiador, eren professors de cultura Xina, per la qual cosa Hong va passar una part important de la seva infància viatjant a la Xina. Quan era nena, parlava mandarí a casa amb la seva mare.
Fincher va estudiar en la Universitat Harvard, on va completar la seva llicenciatura el 1990, i després en la Universitat Stanford, on va obtenir el seu mestratge en Estudis d'Àsia oriental. Es va graduar a la Universitat Tsing Hua amb el primer doctorat en sociologia atorgat a una estatunidenca.
Fincher ha escrit per a diverses publicacions sobre feminisme, especialment a la Xina. Pels seus reportatges sobre les dones i el feminisme a la Xina, Fincher va guanyar el premi Sigma Delta Chi de la Societat de Periodistes Professionals (Society of Professional Journalists). Entre altres mitjans, ha treballat per a Radio Free Asia (1996–1997), Asia Television (1997–1998), CNBC Asia (1998–1999) i Voice of America (2000–2003 i 2004–2009). També ha col·laborat ocasionalment amb el diari ara.

## Publicacions
- Leftover Women: The Resurgence of Gender Inequality in China, Zed Books, 2014. ISBN 978-1780329222 [5][6]
- Betraying Big Brother: The Feminist Awakening in China, Verso Books, 2018. ISBN 978-1786633644ISBN 978-1786633644